# Los Colorados (banda)
Los Colorados (Лос Колора́дос en español con grafía ucraniana) es un grupo ucraniano de música folk formado en 2006 en Ternopil, óblast de Ternopil. 
A parte de componer sus propios singles, se han dado a conocer a raíz de las adaptaciones folclóricas de temas populares como Hot n Cold de Katy Perry, el cual se hizo viral en varias websites de vídeos.

## Historia
El grupo está integrado por Ruslan Prystupa, Rostyslav Fuk, Sergiy Maasyk y Lesyk Drachuk. En un principio componían temas propios, sin embargo, se dieron a conocer tras actuar en un programa de la televisión local donde interpretaron varios temas conocidos como Hot n Cold de Perry. Un dato curioso fue que el vocalista, al tener poco dominio del inglés, transliteró la letra al alfabeto ucraniano.
El culmen de su popularidad vino tras actuar como invitados en el programa de Ellen DeGeneres en Estados Unidos. El vídeo del programa fue subido a YouTube y en pocos días alcanzó más de 3,5 millones de reproducciones con críticas positivas por el tono humorístico de sus interpretaciones. La propia Katy Perry alabó de manera positiva esta versión.
En sus conciertos suelen presentarse como "los Chicos de Tetil'kovtsi", localidad de Ternopil a pesar de haberse establecido dentro de la capital provincial.
El 1 de junio de 2012 viajaron a Berlín donde grabarían su álbum de debut: Move It.